# 이반 5세
이반 5세(러시아어: Иван V, 1666년 9월 6일 ~ 1696년 1월 29일)는 루스 차르국의 차르(재위: 1682년 ~ 1696년)이다. 알렉세이 미하일로비치와 그 첫 번째 아내 마리아 밀로슬라프스카야의 아들이다. 형제로는 소피아, 표도르 3세, 표트르 1세 등이 있다.
표도르 3세의 사후 차르 계승 문제를 둘러싸고 귀족들 사이에서 첫 번째 황후 소생인 이반을 지지하는 세력과 두 번째 황후 소생이 표트르를 지지하는 세력이 대립한 결과 이반이 차르로서 즉위하고 표트르는 공동통치자가 되었다. 몸이 병약하고 장애를 가지고 있었던 이반 대신 누이 소피아가 섭정이 되어 대부분의 정무를 돌보았다. 오스만 제국과의 전쟁 패배로 소피아가 귀족들의 신임을 잃게 되자 표트르는 1689년 정권을 장악했고 이반은 1696년 남자 후계자를 두지 못한 채 죽었다. 황후 프라스코비아 살티코바와의 사이에서 태어난 다섯 명의 딸들 중 넷째딸 안나는 1730년 러시아의 여제로 즉위했다.

## 가족
- 프라스코비아 살티코바
  - 마리아
  - 페오도시아
  - 예카테리나
  - 안나
  - 프라스코비아

| 전임 표도르 3세 | 루스 차르국의 차르 표트르 1세와 공동 군주 1682년 5월 7일 ~ 1696년 2월 8일 | 후임 표트르 1세 |